# Вест-Бат (Мен)
Вест-Бат (англ. West Bath) — місто (англ. town) в США, в окрузі Саґадагок штату Мен. Населення — 1910 осіб (2020).

## Демографія
Згідно з переписом 2010 року, у місті мешкало 1877 осіб у 817 домогосподарствах у складі 570 родин. Було 1116 помешкань
Расовий склад населення:
| - 97,2 % — білих - 0,7 % — корінних американців - 0,5 % — чорних або афроамериканців - 0,5 % — азіатів - 0,1 % — вихідців з тихоокеанських островів |

До двох чи більше рас належало 0,8 %. Частка іспаномовних становила 0,8 % від усіх жителів.
За віковим діапазоном населення розподілялося таким чином: 19,1 % — особи молодші 18 років, 63,0 % — особи у віці 18—64 років, 17,9 % — особи у віці 65 років та старші. Медіана віку мешканця становила 47,7 року. На 100 осіб жіночої статі у місті припадало 92,1 чоловіків;  на 100 жінок у віці від 18 років та старших — 93,1 чоловіків також старших 18 років.
Середній дохід на одне домашнє господарство  становив 84 376 доларів США (медіана — 61 940), а середній дохід на одну сім'ю — 85 789 доларів (медіана — 79 323). Медіана доходів становила 53 977 доларів для чоловіків та 45 536 доларів для жінок. За межею бідності перебувало 12,0 % осіб, у тому числі 22,5 % дітей у віці до 18 років та 3,5 % осіб у віці 65 років та старших.
Цивільне працевлаштоване населення становило 965 осіб. Основні галузі зайнятості: освіта, охорона здоров'я та соціальна допомога — 29,2 %, виробництво — 21,7 %, роздрібна торгівля — 10,5 %, публічна адміністрація — 5,8 %.